# Rodolfo Cardoso
Rodolfo Esteban Cardoso (Azul, 17 ottobre 1968) è un allenatore di calcio ed ex calciatore argentino, di ruolo centrocampista.

## Carriera

### Calciatore

#### Club
Cresce calcisticamente nell'Estudiantes dove debutta in prima squadra nel 1987 rimanendovi fino al 1989.
In seguito si trasferisce in Germania all'Homburg dove gioca fino al 1993, quando viene ingaggiato dal Friburgo, rimanendovi due stagioni.
Nel 1995 passa al Werder Brema che dopo un anno lo cede all'Amburgo.
Nel 1998 passa in prestito prima al Boca Juniors e poi per un'altra stagione all'Estudiantes, prima di fare ritorno all'Amburgo nel 1999, dove giocherà fino al 2004.

#### Nazionale
Ha fatto parte del giro della Nazionale argentina con la quale fra il 1995 e il 1998 disputa 8 partite segnando una rete (al debutto). Con l'Albiceleste partecipò alla Copa América 1997.

### Allenatore
Rimasto molto legato all'ambiente dell'Amburgo, ne ha allenato tutte le formazioni giovanili, fino a divenire nel 2009 tecnico dell'Amburgo II e poi dal 13 marzo 2011 vice-allenatore della prima squadra, guidata da Michael Oenning.
Dal 19 settembre 2011 diventa allenatore a interim dopo l'esonero di Michael Oenning.
Il 10 ottobre gli subentra il direttore sportivo Frank Arnesen, perché Cardoso è sprovvisto licenza per allenare un club di prima categoria.

## Palmarès

### Giocatore
- Coppa di Lega tedesca: 1

Amburgo: 2003